# Éder dos Santos
Éder dos Santos Ramírez (Monterrey, 2 januari 1984) is een Mexicaans voetballer. Hij speelt bij Socio Águila FC in de Mexicaanse Primera División A. Socio Águila FC is het reserveteam van topclub Club América.
Dos Santos is de zoon van de voormalige Braziliaanse profvoetballer Geraldo dos Santos, beter bekend als Zizinho, die in de jaren zeventig en tachtig als aanvaller in Mexico speelde. Zijn twee jongere broers Giovani en Jonathan werden ook betaald voetballer.